# 標準漢語發展史
標準漢語，今日指現代標準漢語，是中華民國、中华人民共和国、新加坡官方語言。

## 歷史定義
中國歷代政權和主流文學中使用的主導語言和最为通行的口音，即历代汉语的共通語。在不同的时期，共通語往往有雅言、正音、官话、国语等不同的称呼。而書面漢語則称为文言文。
中國歷史上不同時期的「標準語」有繼承性，同時因政权的变迁、定都的不同、人口的遷移等因素，也在發生變化。华夏正统观念使得历代均力求以古中原雅言为正，尽管不同朝代的汉语标准語有所演变，但仍然具有相当程度的延续性。但现代的国语由於北方歷經多次遊牧民族入侵，因而被稀釋、簡化，原來的「雅言」幾乎蕩然無存；反而中原人口不斷南遷，南方語系得以在古中原华夏雅言的基础上延續下來。
歷代的共通語往往是行政上的官方语言，亦是该朝代文学上最常见的口音。由于清末以前的官方語言仅是由政治、文化、经济等因素习惯形成，没有法定亦没有推广，其使用范围往往仅限于知识分子阶层。中華民國成立以后通过现代教育体系的统一传授，加之音影媒体的兴起，官方語的影响、普及度大大提高。中華民國以官話為基礎定國音為國語，中华人民共和国成立后，國語改稱為普通話，作為官方語言。
总体而言，漢語共通語所在时代越早，其具体形式就越不可考。上古、中古、近代时期的汉族标准语相互之间就相差甚远，中国历史上就有许多知名文人因此怀疑古代的韵书、诗歌的押韻状况存在问题。由于历代不同时期“正音”在不同地区的传播，也造成不同地区的汉语方言在某些方面保存着不同时代国语正音的部分语音。

## 官話以前
由于清末以前的汉语方言研究非常不发达，传世的方言资料极少，在研究上古、中古、近代汉语时，如无特别说明，都是特指研究该时代的标准语。

### 上古時期
夏商時期，從文獻上可推断语音差不多，例如《尚书·汤誓》里有“时日曷丧？予及汝皆亡！”以及《孟子》所记《夏谚》和《逸周书》所记《夏箴》，这些谣谚都的押韵系统类似。其基底很可能就是首都河洛一帶的方音。 西周時，雖然首都從夏商的河洛一帶遷往秦晉的鎬，但周公經營洛邑，兩者地位幾乎相等，從詩經的用韻來看，雅言的語音沒有太大變化。
東周起，周室都洛邑，標準語雅音的基底當為伊洛音。雖然各諸侯國首都的方言在其境內是通用語，但周的共主地位仍在，《荀子・榮辱》也記載“楚人安楚，越人安越，君子安雅。”顯然雅音這種語音的地位是較高的。
直到秦與西漢，一者定都咸陽、一者長安，標準語的基底可能轉移到秦晉方言。扬雄的《輶軒使者絕代語釋別國方言》一书中常以秦晉語為基準，評論四方語音，可見秦晉語的優勢地位。

### 中古時期
西晋承袭汉代，以洛語为通語。永嘉之亂，洛京傾覆，東晉遷都建康（南京），洛語與中古吳語結合形成金陵雅音，又稱吳音，為南朝沿襲。北朝早期則以拓跋鮮卑語為官方語言，至到北魏时期，孝文帝和冯太后下令进行汉化改革，迁都洛阳，改用汉语代替鲜卑语，鮮卑語沒落，取而代之的是洛陽雅音的興起。
隋朝统一中国，編《切韵》，以金陵雅音和洛陽雅音為基础正音，南北朝官音融合形成長安官音（秦音）。唐承隋制。隋、唐稱標準語為“漢音”，或“秦音”。隋唐都長安，並以洛陽為東都，此時中原及關中漢音在與各民族交融後已有所演變。宋代定都汴梁，稱標準語為“正音”、正语、“雅音”。相對於隋唐音系，宋代音系已有了明顯的變化。即使如此，當時《廣韻》仍依據更早的《切韻》、《唐韻》等韻書的韻類進行修訂。

### 近代漢語
元朝法定蒙古语為官方語（主要为蒙古族使用），后以元大都（今北京）汉语语音为标准音，称为“天下通语”。汉语标准音依据的仍然是唐宋以来占据主导地位的中原音（洛音）做為共通語的正音，但在《中原音韻》收了更多元朝口語音。

## 明清時期
明清時期起，官方共同語稱為官話，由北方话發展而來。在明滅元朝、定都南京後，以《中原音韻》的北方官話為基礎音系，參照以南方下江官話，樂韶鳳、宋濂等11人编著《洪武正韵》“一以中原雅音為定”，形成南京官話，成為國家標準漢語語音。而後期雖然北京城內的官員與百姓仍混雜使用不同的方言，但北京官話的影響力亦日漸上升。
而「官話」的存在於利瑪竇的時代就已為歐洲人所熟知，他寫道「整個帝國通用的口語，被稱為Quonhua，為民間及官署使用」。
到清朝了，雖然法定满语為官方語（主要为满族使用），但在科舉方面清廷规定“举人、生员、贡监、童生，不谙官话者不得送试”，更成立正音書院，意圖使考生的發音能向北京官話靠攏。不過遲至20世紀初，南京官話依然有相當高的影響力，在1906年所訂定的郵政式羅馬轉寫標準中，仍可看出南京官話的特色。
1909年（宣統元年），清政府設立了“國語編審委員會”，将当时通用的官话正式命名为国语。这是汉语标准语历史上首次得到官方命名。
1910年，将官話定名為“國語”的提议者、資政院議員江謙再次在《質問學部分年籌辦國語教育說帖》中提出“用合聲字拼合國語，以收統一之效”的主張。1911年學部召開“中央教育會議”，通過了《統一國語辦法案》。自清末以來的國語制定運動，主要確定了標準語音的制定和國音符號（第一式）。在標準語音的制定方面，以北方官話（京音）為基礎。

## 民國時期

### 老國音
自白話文運動以降，世界各地正式中文的標準由文言文逐漸流變為官話白話文。
中华民国建立後，中华民国教育部於1913年2月在北京召開了讀音統一會，用每省一票的多数票方法审定了以“京音為主，兼顧南北”的6500多个汉字的國音，決議融合各地方言制作出標準國音，即老国音。它的特点是：声母和韵母95%左右与北京音相同；保留入音。会议还通过了注音字母。
1916年，北京教育界人士组织了国语研究会。
1919年4月21日，北洋政府教育部成立了國語統一籌備會，1919年9月編輯出版了《國音字典》。
1920年，教育部正式通令从该年起公立小学“国文科”一律改为“国语科”，教学白话文、“国音”和“注音字母”。
由於《國音字典》語音標準與北京語音標準產生的矛盾，1920年爆發了“京國之爭”。南京高師英文科主任張士一於1920年發表《國語統一問題》，認為注音字母連同國音都要做根本的改造，不承認“國音”，主張以北京音為國音標準，響應者眾。全國教育會聯合會和江蘇全省師範附屬小學聯合會相繼做出了定北京語音為標準音的決議，並開始在學校推廣。
1923年國語統一籌備會第五次大會決定兼採二者，使用標準國音中的京音聲系，是為「國音京調」。

### 新國音
1924年至1926年，增修国音字典委员会修订了老国音，将汉字读音改为以北京的普通读法为标准，即新国音。
1928年國民政府改為國語統一籌備委員會。1932年5月，教育部正式公佈並出版《國音常用字彙》，為確立國語的標準提供了範本。1932年之後的國語廣播，都採取了以《國音常用字彙》為標準的形式，各地的國語標準一致化。1949年以后的国语系统、普通话系统、华语系统，均源于这个时期的国语系统。
1949年之后，臺灣和大陆的汉语标准（分别为国语系统和普通话系统）沿不同的轨迹发展。此外，在东南亚等华人地区，有源于国语系统的华语系统。

## 現況
中華人民共和國成立以後，爲了對少數民族的語言文字表示尊重，避免“國語”這個名稱可能引起的誤解，1955年10月相繼召開的全國文字改革會議和現代漢語規範問題學術會議決定將規範的現代漢語定名爲“普通話”，並確定了普通話的定義和標準。其中“普通”二字的涵義是“普遍”和“共通”。1955年舉行的“全國文字改革會議”上，張奚若說：“漢民族共同語早已存在，現在定名爲普通話，需進一步規範，確定標準。這種事實上已經逐漸形成的漢民族共同語是什麽呢？這就是以北方話爲基礎方言，以北京語音爲標準音的普通話。爲簡便起見，這種民族共同語也可以就叫普通話。” 1955年後採用“普通話”一詞取代“國語”。
1955年召开的“全国文字改革会议”和“现代汉语规范问题学术会议”通过了普通话的定义，即：“以北京语音爲標準音，以北方話爲基礎方言，以典範的現代白話文著作爲語法規範”的现代漢語標準语。“以北京语音为标准音”，是指北京的语音系统，即北京话的声、韵、调系统，并不意味着北京话就是普通话的标准发音，事实上，两者有着相当的差异。“以北方话为基础方言”，是指方言分区意义上的“北方”，包括中国的东北—华北地区、西北地区、西南地区和江淮地区等，由于北方话使用区的人口占汉族总人口的四分之三左右，而内部虽然有着“次方言”的存在，但是各地词汇系统的差异相对较小，适合作为普通话词汇的基础。“以典范的现代白话文著作为語法规范”，是因为“白话”与人们日常交流的口语基本一致，但是语法的规范程度更高，这样若以书面的形式存在，更有利于人们学习和掌握。
1956年，中华人民共和国国务院成立了“中央推广普通话工作委员会”，发出《关于推广普通话的指示》。1982年11月，第五届全国人民代表大会第五次会议通过的《中華人民共和國憲法》写入了“國家推廣全國通用的普通話”的条文。《中华人民共和国宪法》第十九条规定“国家推广全国通用的普通话。”2001年1月1日起施行的《中华人民共和国国家通用语言文字法》确立普通话和规范汉字为国家通用语言文字，并规定“国家推广普通话，推行规范汉字”。
現時中華人民共和國以官話中的普通話為漢語標準，中華民國以官話中的國語為標準，馬來西亞以官話中的馬來西亞華語為標準，新加坡以官話中的新加坡華語為標準，香港和澳門法律上雖無明訂之標準，但事實上以粵語中的廣州話為通行標準。
中華民國於1945年至戒严结束，一直以中华民国大陆时期的国音作为國語標準。之后的语音，常带有闽南口音，而出现所谓的臺灣國語。
在东南亚华人社区裡，华语指汉语的官话，而不指东南亚华人最常见的母语（粵、閩、客等語言）。东南亚华语的标准语大致继承了老派国语-普通话的体系，但是日常生活中人们的发音、词汇甚至语法往往带受母语和非汉语（主要是英语）的影响，与國語、普通話有一定的差别。

## 腳註
1. ↑  周德清 《中原音韻》1324年初版
2. ↑  胡安順. . 北京: 中華書局. 2003. ISBN 9787101032970.
3. ↑  Pages 28-29 in the English translation, "China in the Sixteenth Century: The Journals of Matteo Ricci", Random House, New York, 1953. In the original Latin, De Christiana expeditione apud Sinas suscepta ab Societate Jesu (1617), vol. 1, p. 31: "Præter hunc tamen cuique Provinciæ vernaculum sermonem, alius est universo regno communis, quem ipsi Quonhua vocant, quod curialem vel forensem sonat."
4. ↑  From Louis Richard. L. Richard's comprehensive geography of the Chinese empire and dependencies. Translated into English, revised and enlarged by M. Kennelly, S.J. [Translation of "Geographie de l'empire de Chine," Shanghai, 1905.] Shanghai: T'usewei Press, 1908. p. iv.
5. ↑  鄭惠芳.  (PDF). 聯合早報. 2013-06-02  [2015-08-13]. （原始内容 (PDF)存档于2015年8月13日） （中文（新加坡））.